# 董子祠
董子祠是一座纪念纪念西汉大儒董仲舒（前179-104年）的祠堂，建于明代弘治年间，现为扬州市文物保护单位，位于扬州市广陵区小秦淮河东岸的北柳巷99号汶河小学分校区内。目前接待预约访客。

## 歷史
汉元光元年（前134年），窦太后驾崩后，汉武帝亲政，董仲舒（公元前179-前104年）献“天人三策”，担任江都相十年，先后辅佐江都王刘非、刘建父子。太初元年（前104），董仲舒病逝，赐葬下马陵，长安、江都，以及家乡广川国都建祠祭祀。
元末广陵董子祠毁于战火。明宣德九年（1434年）盐运使何士英在两淮盐运司衙署后堂即董仲舒故宅内重建。明弘治七年（1494年），毕亨出任两淮盐运使，鉴于两淮盐运使司衙署内的董子祠和故宅已废，遂于运司之西建正谊书院。正德年间，盐运使毕玺将其移至正谊书院内现址。董子祠现存大殿是扬州罕见的明代建筑，硬山顶，面阔三间，进深九檩，前有卷棚，楠木柁梁，长八米，直径一米。清康熙帝第五次南巡（1705年）期间驻跸扬州，为董子祠题写了“正谊明道”四字匾额。咸丰三年（1853年）兵火未毁，清光绪七年（1881年）重修。殿内东壁嵌有《重修董子祠记》石碑。
2008年董子祠大殿修缮，修旧如旧。2012年北柳巷校园改造，再现了董子祠“青砖黛瓦”的明清风貌，并恢复“正谊书院”。
历代拜谒董子祠并题诗的文人，包括明代文征明、清代词人朱彝尊等人。
董子祠所在的北柳巷，附近尚有几座历史建筑，包括对面的同仁医院旧址，和建于1933年的基督教堂——真道堂，原属神的教会。